# Siamés tradicional
El siamés tradicional o thai es una raza de gato proveniente de Tailandia y equivalente al gato siamés antiguo.

## Historia
El gato thai (también denominado siamés tradicional) tiene su origen en Tailandia, donde es conocido como Wichien-Maat. En el siglo XIX, esta raza fue importada a Inglaterra, y en 1871 fue exhibida por primera vez en el London Crystal Palace. En ese momento se estableció la distinción entre, por un lado, el thai o siamés tradicional, de cabeza redonda (applehead siamese) y, por otro, el siamés moderno, de cabeza con forma alargada y triangular (long-headed type).

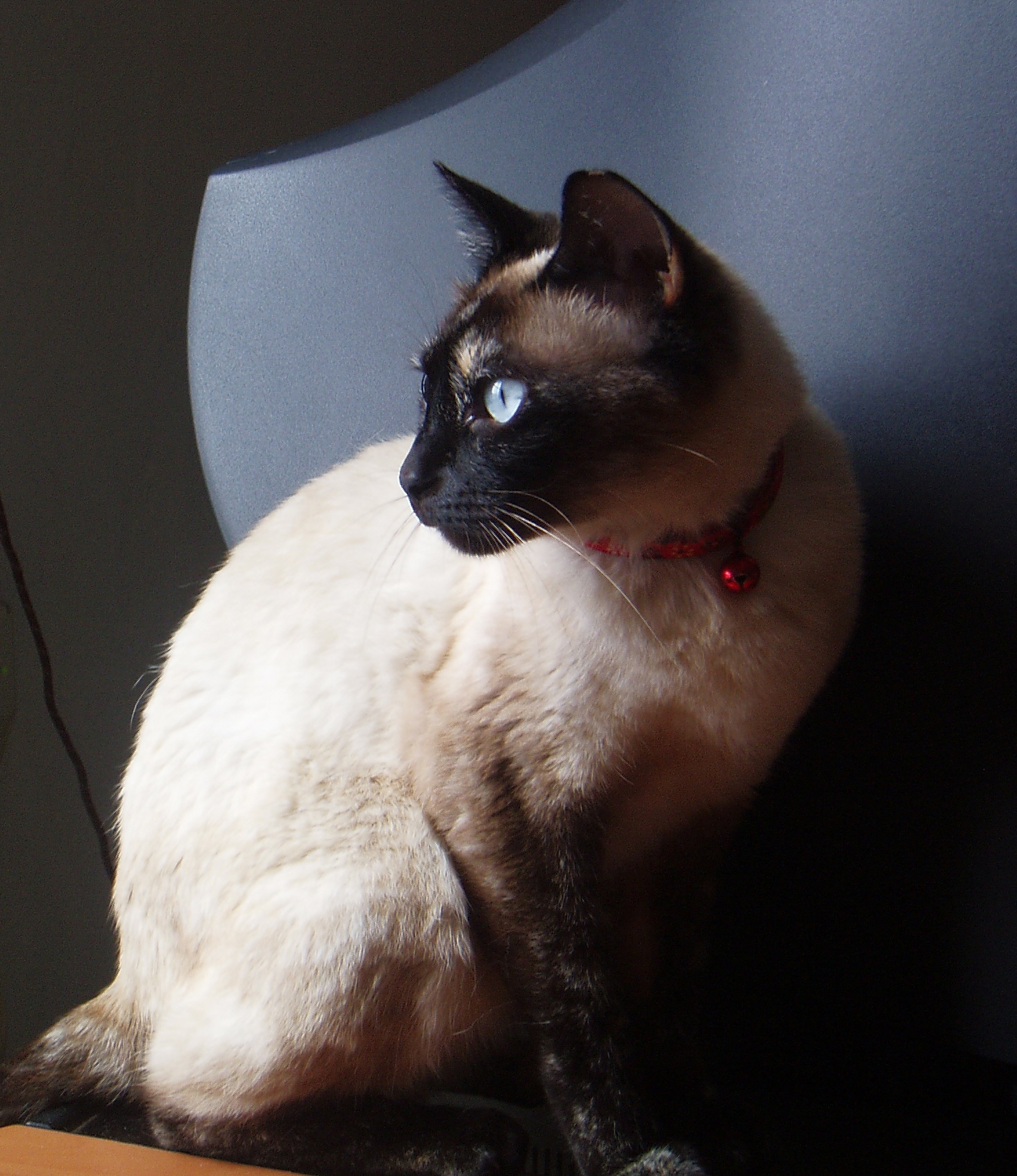
Siamés tradicional o thai.

Aunque el thai es muy antiguo no fue sino hasta 1950 que obtuvo su reconocimiento como raza, cuando los criadores comenzaron a darle difusión. En 1980 surgieron los primeros clubes dedicados a los gatos thai, en Estados Unidos y en Europa.
Pero fue recién a fines del siglo XX cuando las organizaciones como TICA (The International Cat Association) y WCF (World Cat Federation), entre otras instituciones, reconocieron al thai como una nueva raza. Actualmente,[¿cuándo?] existe un estándar específico para el thai, distinto al del siamés moderno.
Desde el año 2001, los criadores empezaron a importar el gato original de Tailandia con el objetivo de expandir y preservar el gen del thai, y también para diferenciarlo del siamés occidental o moderno.

## Denominaciones
El thai es también conocido como: siamés tradicional, siamés antiguo, siamés clásico, thaicat, applehead siamese, old style siamese, Wichien-Maat.

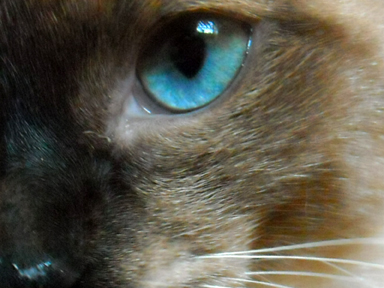
Gata thai, detalle de rostro.

Otros nombres
- Thai
- Applehead Siamese
- Old Style Siamese
- Siamés antiguo
- Siamés clásico
- Thaicat
- Wichien-Maat

## Descripción del estándar
Estándar del siamés tradicional:
- Cuerpo: de tamaño mediano y musculoso, pero a la vez esbelto y elegante. Las patas son de longitud media, con las puntas redondeadas. La cola es de tamaño mediano.
- Cabeza: redondeada, de tamaño moderado, con forma de cuña. Perfil ligeramente curvo con una hendidura al nivel de los ojos. Barbilla fuerte y mandíbula baja, hocico redondeado.
- Orejas: de tamaño mediano, anchas en la base.
- Ojos: grandes y levemente oblicuos, de color azul vívido. El párpado superior es almendrado y el inferior bastante redondeado.
- Pelaje: corto, brillante y satinado, de textura sedosa. Sin subcapas de pelo.
- Color: el thai es un gato de color blanco y/o marrón claro, con el hocico marrón oscuro, las orejas, las patas y la cola de este mismo color, ojos azules, y normalmente posee la cara entera de color pardo.
- Faltas: el objetivo de la crianza del thai es lograr el tipo tradicional del siamés. Cualquier cambio sobre el tipo original se considerará como una hibridación con otras razas y descalificará al ejemplar, a nivel de competición.

## Variedades de color

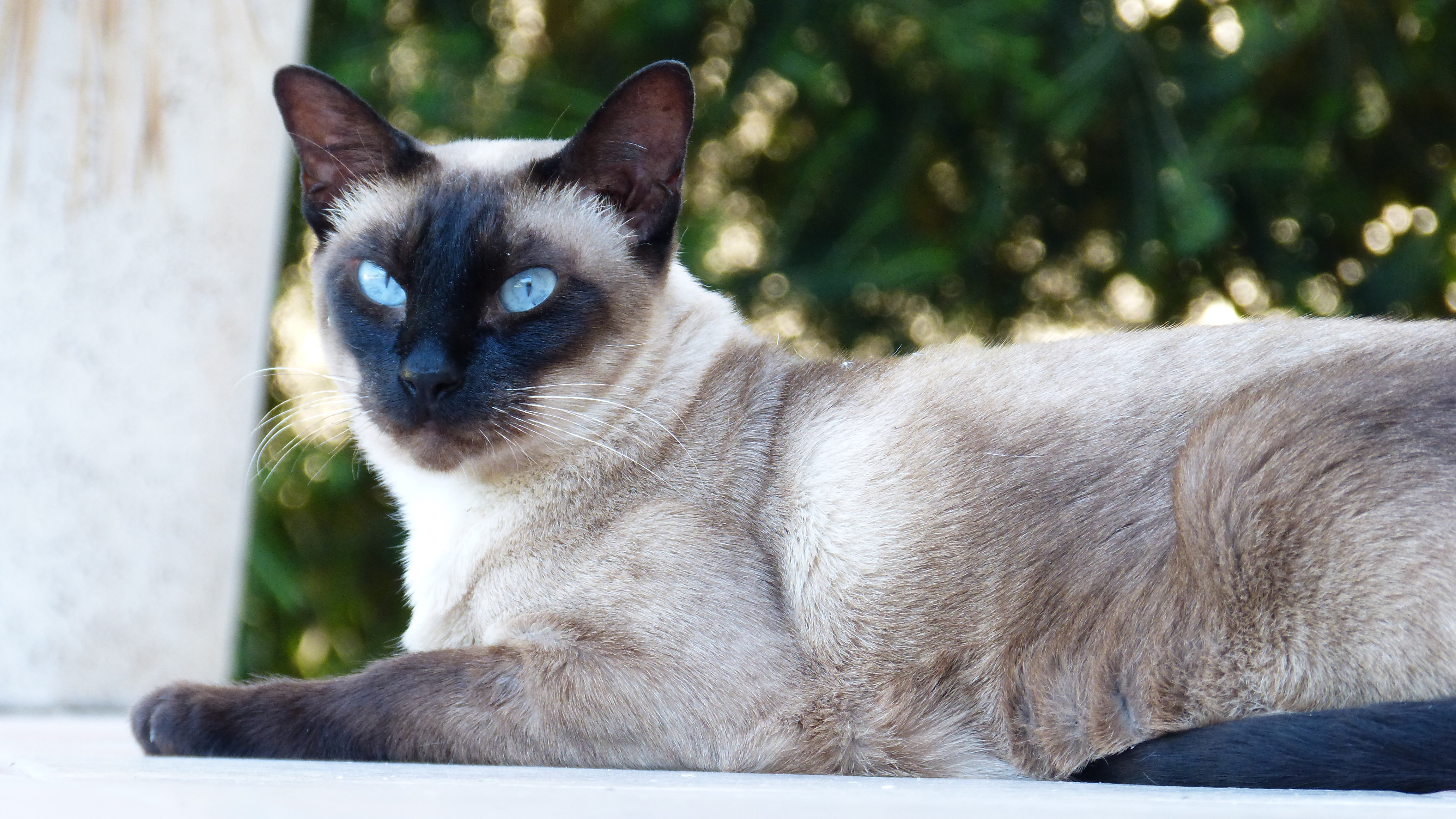
Siamés Seal point (marrón oscuro).

El thai es un gato coloreado en las puntas o extremidades (pointed).
Colores
- Seal point (marrón oscuro)
- Chocolate point (marrón claro)
- Blue point (gris oscuro)
- Lilac point (gris claro)
- Red point (naranja oscuro)
- Cream point (naranja claro o crema)Chocolate point.

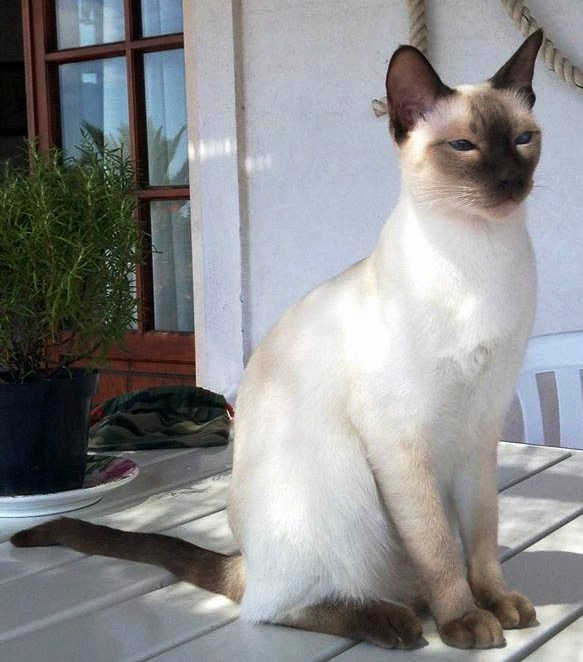
Chocolate point.

- Tabby point (atigrado)

Variedades
- Seal (sólido)
- Tortie (manchado)

## Carácter y personalidad
El thai es un gato que se caracteriza por su curiosidad y agilidad. Su comportamiento es sumamente temperamental, aunque muy afectuoso y cariñoso con sus cuidadores, y sociable con las personas. Es una raza intensamente activa y enérgica, así como también comunicativa por sus frecuentes vocalizaciones.

## Diferencias entre el siamés tradicional y el siamés moderno

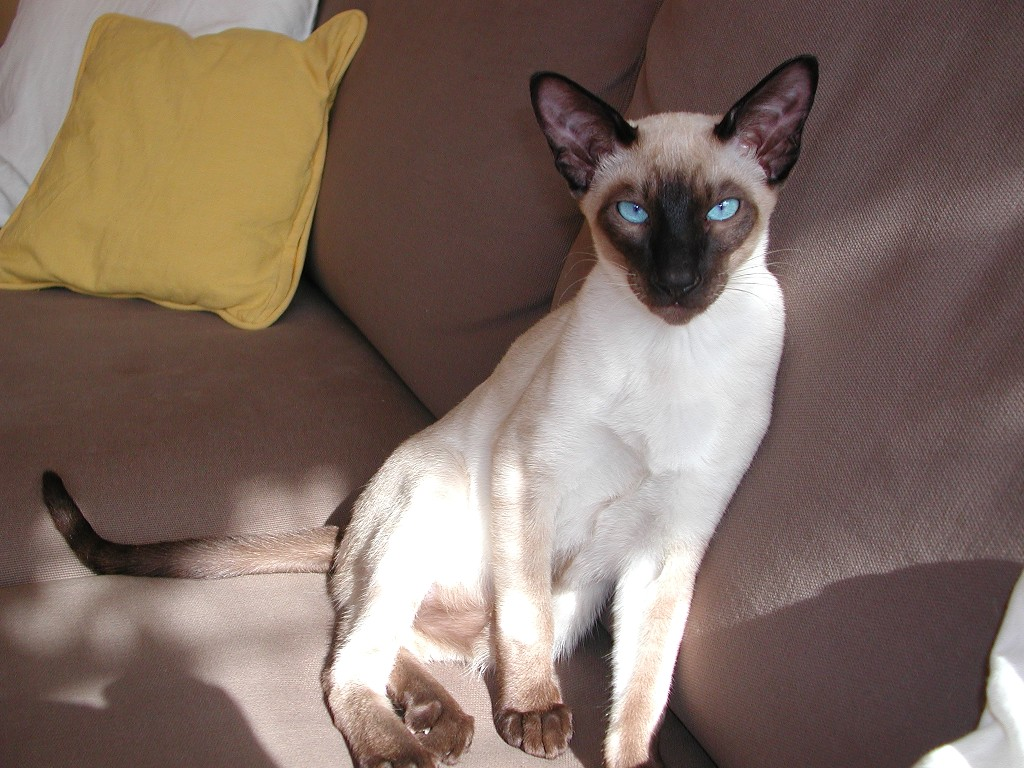
Siamés moderno.

Son razas diferentes, aunque parecidas y confundidas entre sí.
El estándar del siamés o siamés moderno indica un cuerpo elegante, esbelto, estilizado, flexible y bien musculoso, entre otras características físicas. El pelaje es coloreado en las puntas, en todas las variedades aceptadas (sólidos, tabbys y torties) y en todos los colores (seal, chocolate, red, cream, lilac, blue).
El siamés tradicional o thai, si bien comparte algunas características con el Siamés Moderno (por ejemplo, el patrón de coloración) se diferencia de éste por sus formas redondeadas. Así, el thai (que es comúnmente confundido con el siamés propiamente dicho) presenta un cuerpo más compacto y redondo, cabeza con mejillas llenas y redondeadas, hocico más corto, orejas de inserción alta pero no enormes, ojos alargados (no totalmente oblicuos) celestes o azules, cola más corta y generalmente con punta más redondeada y más gruesa. Los colores aceptados son los mismos que para el Siamés Moderno.

## Diferencias entre el siamés tradicional y el snowshoe

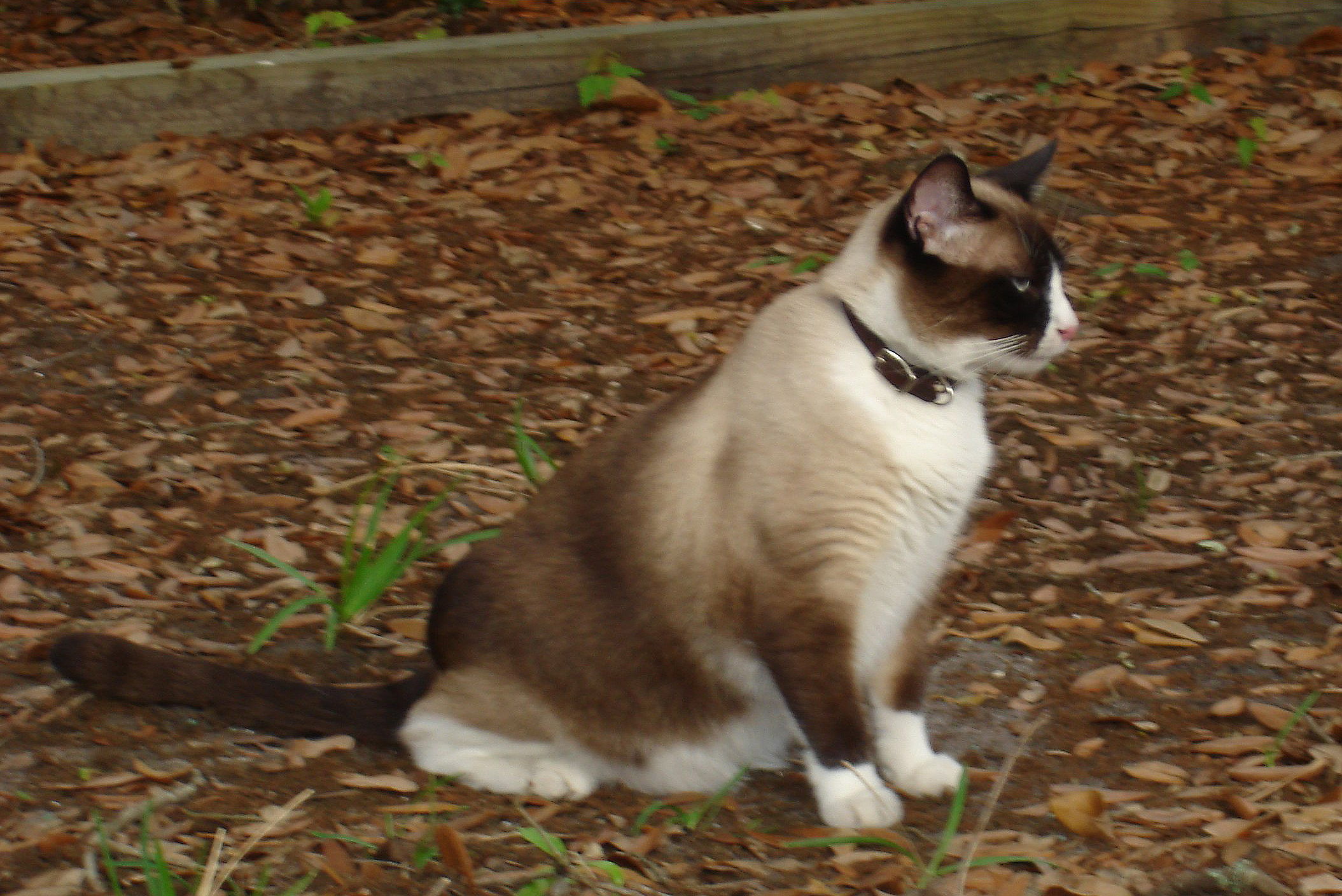
Gato snowshoe.

Existe otra raza que es frecuentemente confundida con el thai: el snowshoe. Esta raza, también reconocida por TICA (The International Cat Association) y otras organizaciones, posee los mismos estándares que el thai pero la diferencia más marcada es la presencia de color blanco en el pelaje en forma de “botitas blancas” en las cuatro patas. Asimismo, es aceptado en todas las variedades y colores pointed.